# Auburn (Nova Iorque)
Auburn é uma cidade localizada no Estado americano de Nova Iorque, no Condado de Cayuga. A sua área é de 21,8 km², sua população é de 28 574 habitantes, e sua densidade populacional é de 1 315 hab/km² (segundo o censo americano de 2000). A cidade foi fundada em 1793.